# Datura arenicola
Datura arenicola, biljna vrsta iz roda kužnjaka ograničena na maleno područje meksičke države Baja California Sur.

## Opis
Datura arenicola, jew relativno nova vrsta (otkrivena 2013.) koju je izvorno sakupio i nazvao H. S. Gentry, dokumentirana je iz meksičke države Baja California Sur. Nakon istraživanja  Dature (porodica Solanaceae) u zapadnom Meksiku, nova vrsta je smještena u novi odjeljak Discola, s izmijenjenim odjeljenjem Dutra i predloženom revizijom odjeljka Ceratocaulis. Datura arenicola nalazi se na nadmorskim visinama od 75-100 m u istočnoj pustinji Vizcaíno, a karakterizirana je kratkom bazalnom stabljikom, poleglim habitusom, dlakavim režnjastim listom, prizmatičnom čaškom, ljubičastim cvijetom i visećim kuglastim bodljikavim plodom koji se rastavlja u četiri dijela. Nova vrsta poznata je iz vrlo ograničenog geografskog područja, 12 km diljem raspona. Naveden je opis Dature na južnom poluotoku Baja California i ključ za usporedive vrste.